# Städtische Galerie Dresden

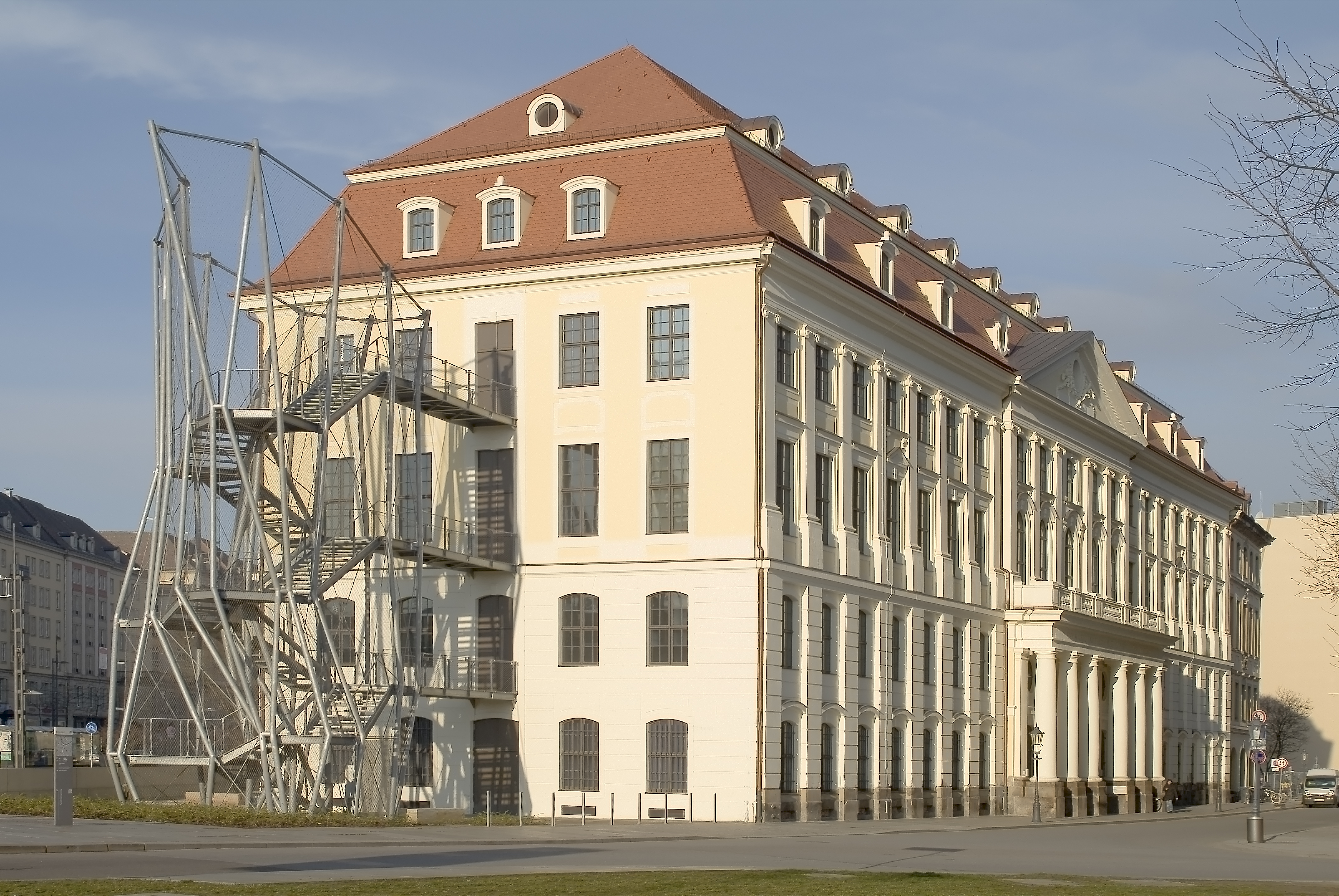
Das Landhaus ist der Sitz der Städtischen Galerie Dresden.

Die Städtische Galerie Dresden – Kunstsammlung ist das Kunstmuseum der sächsischen Landeshauptstadt. Mitte 2002 wurde Gisbert Porstmann als Gründungsdirektor berufen, 2005 wurde die Städtische Galerie Dresden eröffnet. Die Gründung wurde im Jahr 2000 vom Dresdner Stadtrat beschlossen und verwirklichte eine auf den Kunsthistoriker Fritz Löffler (1900–1988) zurückgehende Idee aus dem Jahr 1957 zur Schaffung eines Ausstellungsortes für das, „was in mehr als 250 Jahren Dresden als Sonderleistungen zum Kunstschaffen der Welt beigetragen hat“. In der Städtischen Galerie erhielt der Kunstbesitz der Stadt Dresden mit seinen bedeutenden Werken des 19. und 20. Jahrhunderts einen eigenen, angemessenen Ausstellungsort. Die Städtische Galerie Dresden gehört zum Museumsverbund der Museen der Stadt Dresden, der seit 2015 als eigenständiges Amt der Dresdner Stadtverwaltung geführt wird. Amtsleiter ist in Personalunion mit der Leitung der Galerie Gisbert Porstmann.

## Standort
Die Präsentation der Sammlung und die Sonderausstellungen der Städtischen Galerie Dresden befinden sich in der ersten Etage des Dresdner Landhauses, das zwischen 1770 und 1775 nach Entwürfen des Hofbaumeisters Friedrich August Krubsacius als Tagungsgebäude für die sächsischen Landstände erbaut wurde. Andere Dresdner Museen in der Nähe sind das Stadtmuseum Dresden im selben Haus, das Museum Festung Dresden sowie die staatlichen Museen im Albertinum.

## Geschichte
Die Geschichte der Kunstsammlung begann durch den 1869 gegründeten Verein zur Geschichte und Topographie Dresdens und seiner Umgebung. Dessen Mitglieder haben sowohl Zeugnisse der bürgerlichen Stadtkultur als auch die ersten Gemälde zusammenzutragen. Einen Schwerpunkt bildeten Porträts bedeutender Persönlichkeiten, weiterhin Ansichten der Stadt sowie Landschaftsbilder der Umgebung. Die schnell anwachsenden Bestände der Städtischen Sammlungen waren über Jahre in verschiedenen Gebäuden untergebracht, bis sie ihren Ort am 1. Oktober 1910 in den Räumen rings um den Lichthof im neu erbauten Rathaus bekamen, in denen sie bis zu ihrer kriegsbedingten Auslagerung während des Zweiten Weltkriegs blieben.
Mit Paul Ferdinand Schmidt, der von 1919 bis 1924 Direktor der Städtischen Sammlungen war, begann die Neugestaltung der Kunstsammlung. Schmidt orientierte sich bei seinen Ankäufen an kunsthistorischen Kategorien. Unter seiner Leitung entstanden aus dem Dresdner Stadtmuseum die Städtischen Sammlungen Dresden. Schmidts Schwerpunktsetzung lag auf der von ihm ins Leben gerufenen Sammlung zeitgenössischer Kunst. Er kaufte unter anderem Arbeiten von Erich Heckel, Ernst Ludwig Kirchner, Otto Dix, Oskar Kokoschka, Lasar Segall und Kurt Schwitters und baute so eine hochkarätige Sammlung zur Kunst des deutschen Expressionismus auf.
Bei der Aktion „Entartete Kunst“ beschlagnahmten die Nationalsozialisten 498 Einzelwerke aus der Städtischen Kunstsammlung. Der größte Teil der Kunstschätze gilt bis heute als verschollen, nur wenige Werke gelangten später in bedeutende nationale und internationale Museen. Während des Krieges und in der unmittelbaren Nachkriegszeit gingen weitere wichtige Kunstwerke verloren. Ein vollständiger Bestands- und Verlustkatalog ist in Bearbeitung.
Nach dem Zweiten Weltkrieg wurde der städtische Kunstbestand in das Institut und Museum für Geschichte der Stadt Dresden integriert, das 1990 in Stadtmuseum Dresden umbenannt wurde und sich vorrangig der Erforschung der Stadtgeschichte widmete.
Im Jahr 2000 beschloss der Dresdner Stadtrat die Gründung eines städtischen Kunstmuseums. Parallel dazu entstand ein Förderverein, der am 1. Juni 2002 die Gründung der Städtischen Galerie Dresden feiern konnte. Mit dem Vermächtnis der Dresdner Physiotherapeutin und Kunstsammlerin Ursula Baring (1907–2002) kam 2002 eine renommierte Sammlung an Zeichnungen und Druckgrafiken in den Bestand, darunter Arbeiten von Ernst Barlach, Peter August Böckstiegel und Albert Wigand. Die Städtische Galerie übernahm den Kunstbestand des Stadtmuseums Dresden und konnte am 2. Juli 2005 ihre Ausstellungsräume in der ersten Etage im Landhaus eröffnen. Seither widmet sich das Kunstmuseum der sächsischen Landeshauptstadt der Geschichte und Gegenwart der Kunst in der Region sowie den Entwicklungen und Tendenzen der zeitgenössischen Kunst in Deutschland und Europa. In einer ständigen Ausstellung im Westflügel werden Werke von Malern und Bildhauern von 1900 bis in das 21. Jahrhundert präsentiert. Im Ostflügel werden in wechselnden Sonderausstellungen die Werke einzelner Künstler vorgestellt und die Kunst der Gegenwart sowie kunsthistorische Themen präsentiert.

### DREWAG-Preis für Gegenwartskunst
Mit Eröffnung des städtischen Kunstmuseums stiftete die DREWAG den DREWAG-Preis für Gegenwartskunst, der Künstler förderte, deren hauptsächliche Produktionsstätte sich in der Stadt Dresden oder deren Umland befindet. Er umfasste ein Preisgeld, eine Einzelausstellung in der Städtischen Galerie Dresden und die Produktion eines Ausstellungskataloges. Der DREWAG-Preis für Gegenwartskunst wurde insgesamt zwei Mal vergeben: 2006 an den Bildhauer Sebastian Hempel und 2008 an die Künstlerin Britta Jonas.

## Sammlung
Die städtische Kunstsammlung umfasst ca. 1.800 Gemälde, 800 plastische Arbeiten und mehr als 20.000 Arbeiten auf Papier. Die Spanne der Entstehungszeiten der Werke reicht vom 16. Jahrhundert bis in die Gegenwart. Wesentliches Ziel ist es, fortan durch den Erwerb von zeitgenössischer Kunst die Sammlung fortzuführen.
Auswahl von vertretenen Künstlern:
| Maler und Grafiker: - Anton Graff - Johann Christian Klengel Romantik: - Caspar David Friedrich - Woldemar Hottenroth - Ernst Ferdinand Oehme - Ludwig Richter Impressionismus: - Ferdinand Dorsch - Gotthardt Kuehl - Robert Sterl Neue Sachlichkeit: - Otto Dix - Conrad Felixmüller - Otto Griebel - Curt Querner | Dresdner Künstler des 20. Jahrhunderts: - Hermann Glöckner - Ernst Hassebrauk - Hans Jüchser - Siegfried Klotz - Bernhard Kretzschmar - Wilhelm Lachnit - Wilhelm Müller - A. R. Penck (Ralf Winkler) - Wilhelm Rudolph - Thomas Scheibitz - Albert Wigand - Willy Wolff - Rainer Zille Zeitgenössisch: - Peter Graf - Angela Hampel - Peter Herrmann - Andreas Hildebrandt - Veit Hofmann - Ralf Kerbach - Gerda Lepke - Stefan Plenkers - Sophia Schama - Jürgen Schieferdecker - Max Uhlig | Bildhauer: - Karl Albiker - Lothar Beck - Robert Diez - Eugen Hoffmann - Frank Maasdorf - Peter Makolies - Ernst Rietschel - Sebastian Walther - Willy Wolff |

Am 10. Dezember 2007 konnte die Städtische Galerie Dresden einen bedeutenden Zuwachs in ihrer Sammlung verkünden. Mit dem Erwerb einer umfangreichen Sammlung mit Werken von A. R. Penck (Ralf Winkler) aus dem Besitz von Jürgen Schweinebraden und einer großzügigen Schenkung des Sammlers erhielt die Städtische Galerie Dresden etwa 40 Gemälde, Objekte und Assemblagen, 330 Aquarelle und Zeichnungen, 340 Übermalungen, 80 druckgrafische Arbeiten sowie über 100 Werke aus dem Umkreis der Künstlergruppe „Lücke“, in der A. R. Penck maßgeblich mitwirkte.

## Edition Dresden
Seit ihrer Gründung engagiert sich die Städtische Galerie Dresden für die zeitgenössische Kunst in Dresden. Anlässlich der Eröffnung der Galerie haben zehn Künstler – Franz Ackermann, Katalin Deér, Eberhard Havekost, Sabine Hornig, Kerstin Kartscher, Olaf Nicolai, Frank Nitsche, Manfred Pernice, Thomas Scheibitz und Silke Wagner – jeweils eine Arbeit für eine erste Grafik-Edition zur Verfügung gestellt. Die Edition Dresden erschien in einer Auflage von 50 Exemplaren, davon gelangen 33 nummerierte in den Verkauf. Der Preis der Edition beträgt 3.424 Euro. Der gesamte Erlös aus dem Verkauf der Edition dient dem Erwerb zeitgenössischer Kunst für die Sammlung der Städtischen Galerie Dresden.

## Bisherige Ausstellungen
| - 2005: Die Eröffnung – 200 Jahre Kunst in Dresden - 2006: sehen, was da ist – Menschenbilder von Dix und anderen aus der Sammlung Frieder Gerlach - 2006: Willy Wolff zum Hundertsten - 2006: 1. DREWAG-Preis für Gegenwartskunst 2006 – Sebastian Hempel „Strom“ - 2006: Conrad Felixmüller & Peter August Böckstiegel – Arbeitswelten - 2006: Jürgen Schön – Im Winkel - 2007: Gegenwelten – Informelle Malerei aus der DDR. Das Beispiel Dresden - 2007: Learning from Moscow – Positionen aktueller Kunst aus Moskau - 2007: Günter Horlbeck – 40 Jahre Dresden - 2008: Sein und Wesen – Der unbekannte A. R. Penck - 2008: 50 Jahre Grafikwerkstatt Dresden. Im Refugium ein Universum - 2008: 2. DREWAG-Preis für Gegenwartskunst 2008 – Britta Jonas – Die Kreistänze des Papagoyen - 2009: Stille. Holzrisse und Gemälde von Werner Wittig - 2009: hinsehen – Malerei und Zeichnung von Gerda Lepke - 2009: Predigt in Bildern. Ein wiederentdeckter Gemäldezyklus aus der Dresdner Sophienkirche - 2010: Hans Jüchser – Friedrich Press. Bekenntnis in Form und Farbe - 2010: Lichtspur durch Deutschland – impressionistische Malerei - 2010: Welt und System. Zeitgenössische Kunst zwischen Analyse, Verständnissuche und Dilemma - 2011: boomerang. sophia schama malerei 1998–2011 - 2011: Stefan Plenkers – Raum und Zeichen - 2011: Der Maler Robert Sterl - 2012: Refugium und Melancholie. Wilhelm Lachnit. Malerei - 2012: Behauptung. Malerei von Christian Macketanz - 2012: Existenz. Theodor Rosenhauer und Werner Stötzer - 2013: Thoralf Knobloch. Hinterland | - 2013: Bernd Hahn. Malerei und Zeichnung - 2013: Das Jahr 1914. Ludwig Meidner in Dresden - 2014: Manfred Luther. Der lange Weg zum Kreis - 2014: STEFAN HEYNE. NAKED LIGHT. Die Belichtung des Unendlichen - 2014: Wilhelm Rudolph. Das Phantastischste ist die Wirklichkeit. Malerei und Holzschnitte - 2015: Ralf Kerbach. Weltinnenraum. Malerei - 2015: Claus Weidensdorfer. Tanzen zur Musik der Zeit - 2015: Das muss man gesehen haben! 10 Jahre Städtische Galerie Dresden – Erwerbungen und Schenkungen - 2016: Dieter GoltzscheBLAUER PFIRSICH – Arbeiten auf Papier - 2016: Wohin mit der Schönheit? – 20 Jahre Sächsische Akademie der Künste - 2016: Hubertus Giebe Schein & Chock - 2017: Otto Griebel. Im Panoptikum der Zeit - 2017: Günther Hornig. Farbe Rhythmus Raum - 2017: Martin Mannig. folkfuturism - 2018: Deutung des Daseins. Bernhard Kretzschmar Malerei, Grafik - 2018: Sery C. Investigation - 2018: Strawalde / Jürgen Böttcher. Zeichnung, Malereien, Film - 2019: CORPUS. Annedore Dietze - 2019: Signal zum Aufbruch! 100 Jahre Gründung der Dresdner Sezession – Gruppe 1919 - 2019: Das Ende der Eindeutigkeit. Malerei aus der X. Kunstausstellung der DDR - 2020: Frank Lippold. Die heimliche Perspektive - 2020: 30 Jahre Künstlerbund Dresden - 2020: Figuren. Constanze Deutsch – Zeichnungen und Skulpturen – Klaus-Michael Stephan - 2021: Von der Kunst, Kunst zu fördern - 2021: Prototypen. Muster und Vision – kuratiert von Andreas Hildebrandt |  |

### Projektraum Neue Galerie
| - 2006: Ralf Hellmann – Arbeiterbilder - 2006: Eckehard Fuchs – Nachbilder - 2007: Meisterklasse! Mira Bergmüller, Stefanie Bühler, Britta Jonas und Susanne Starke - 2007: Ernst Bursche – Zum 100. Geburtstag - 2007: Matthias Kistmacher – Queequegs Landgang - 2008: Vom Bodensee zurück nach Dresden. Eine Schenkung des Malers Herbert Vogt - 2008: Hegenbarth-Stipendiaten 2007 – Svea Duwe und Julia Körner - 2008: Neue Erwerbungen zeitgenössischer Kunst - 2008: Thomas Ranft entdeckt H.P. – Eine Ausstellung über die Macht der Phantasie - 2009: Hegenbarth-Stipendiaten 2008 – Stefan Eichhorn und Franziska Leonhardi - 2009: Bündnis der Freundschaft – Das Carus-Album. Eine Porträtsammlung und ihre Geschichte - 2009: Memory. Malerei von Martin Mannig - 2010: Erika Streit – Das frühe Werk. Zum hundertsten Geburtstag der Künstlerin - 2010: Hegenbarth-Stipendiaten 2009 – Jan Kromke und Elisabeth Rosenthal - 2010: Appendix – neue Arbeiten von Christoph Rodde - 2010: Vorstoss. Malerei und Malereiobjekte von Andreas Hildebrandt - 2011: Roland Hettner – Eine Schenkung der Familie des Künstlers - 2011: Hegenbarth-Stipendiaten 2010 – Anna Leonhardt und Cosima Tribukeit - 2011: Dirk Heerklotz – Die Rosen flecht’ ich in die Myrten - 2011: Silke Höppner – Dunkle Wege - 2012: André Tempel – Milch und Muttern - 2012: Hegenbarth-Stipendiaten 2011 – Lutz Bleidorn und Stefan Krauth - 2012: Kanuten – Malerei von Annedore Dietze - 2012: Ins Gesicht – Tuschemalerei von Stephanie Laeger - 2013: Johannes Makolies – Sollbruchstelle - 2013: Hegenbarth-Stipendiaten 2012 – Manuel Frolik und André Schulze - 2013: Heft eins. Jakob Flohe / Christoph Roßner - 2013: Paul Pretzer. PEANUTLOVENOSE | - 2014: Frau mit Kopf. Constanze Deutsch - 2014: Hegenbarth-Stipendiatinnen 2013 – Alex Lebus und Nancy Hammermeister - 2014: Rückblick vor dem Start. A. R. Penck zum 75. Geburtstag - 2014: Petra Kasten. Felder in Feldern - 2015: Tanz auf dem Vulkan. Bilder der Zerstörung - 2015: Hegenbarth-Stipendiaten 2014 – Katharina Kretzschmar und Clemens Tremmel - 2016: Rao Fu »CHIMERICA« - 2016: Jan Brokof. Hans Staden TV - 2017: Hegenbarth-Stipendiaten 2015: Marie Athenstaedt und Manaf Halbouni - 2017: Time Filter. Malerei von Cyril Massimelli - 2017: Schenkung Brigitte Bretschneider. Textile Kostbarkeiten - 2017: Tony Franz SEND THEM TO US - 2018: Hegenbarth-Stipendiaten: David Morgenstern und Winnie Seifert - 2018: Die Bildhauerin und Zeichnerin Susanne Voigt wiederentdeckt - 2018: Dusty Desire – Stefan Krauth. Fotografie - 2018: Manuel Frolik – Infinite Quest. Fotografie und Video - 2019: Hegenbarth-Stipendiaten 2017: Grit Aulitzky und Jan Kunze - 2019: KREISEN IM ALL TAG. Isabelle Krieg - 2019: Aus der ehemaligen Sammlung Friedrich Bienert – Neuerwerbungen für unsere grafische Sammlung - 2019: A.R. Penck. – »Übermalungen 1979« – Rekonstruktion einer Ausstellung - 2020: Hegenbarth-Stipendiaten 2019: Elise Beutner und Nora Mesaros - 2020: Nadine Wölk. Deep Dream - 2020: Ljuben Stoev – Und die im Dunkeln sieht man nicht - 2021: Dropping Point. Hegenbarth-Stipendiaten 2020: Maria Morgenstern und Maximilian Stühlen - 2021: Michael Klipphahn – Paradies - 2022: Hegenbarth-Stipendiatinnen 2021: Annika Greschke und Veronika Pfaffinger - 2023: Seeking out. Hegenbarth-Stipendiatinnen 2022: Nari Jo und Taemen Jung - 2024: Silent × Dual. Hegenbarth-Stipendiaten 2023: Valeriya Krasnova und Robin Woern |  |

Zu den Ausstellungen erscheinen Kataloge, die wichtige, interessante Themen der Kunstgeschichte in Dresden aufzeigen.